# Les Ouvriers de la onzième heure
Pour la parabole de l'Évangile selon Matthieu, voir Ouvriers de la onzième heure.
Les Ouvriers de la onzième heure est un tableau du peintre de l'âge d'or néerlandais Rembrandt réalisé en 1637 et conservé au musée de l'Ermitage de Saint-Pétersbourg (Russie).

## Description

### Sujet
Cette scène s’inspire d'un épisode de l'évangile selon Matthieu : la parabole des ouvriers de la onzième heure. Dans cette parabole, le maître de la vigne paie à tous ses ouvriers le même salaire, bien qu'ils n'aient pas tous travaillé la même durée. La scène se déroule dans un intérieur complexe éclairé par deux fenêtres à gauche. Le maître, assis à une table surélevée avec une bourse et des pièces, discute avec deux ouvriers en colère. L’un d’eux montre une pièce dans sa paume pour illustrer son mécontentement, tandis que l’autre, en arrière-plan, pointe du pouce un homme à droite montrant sa propre pièce à trois autres ouvriers.
Le maître est assis devant une cloison en bois sur laquelle sont accrochés une carte, un sac et une cage à oiseau. À gauche, des rideaux dévoilent deux fenêtres en arcade, et un mur en coin révèle des niches sombres et des livres empilés. Plus à l’avant, un coffre fermé, des livres et des balles jonchent le sol, tandis qu’un chat chasse une souris sous le regard d’un chien.
Enfin, derrière les ouvriers, un espace sombre dévoile trois hommes travaillant. Deux d’entre eux traînent une grande caisse vers des escaliers où se tient une silhouette à moitié visible dans une porte. Un serviteur roule un tonneau vers d'autres fûts empilés.

### Matériau

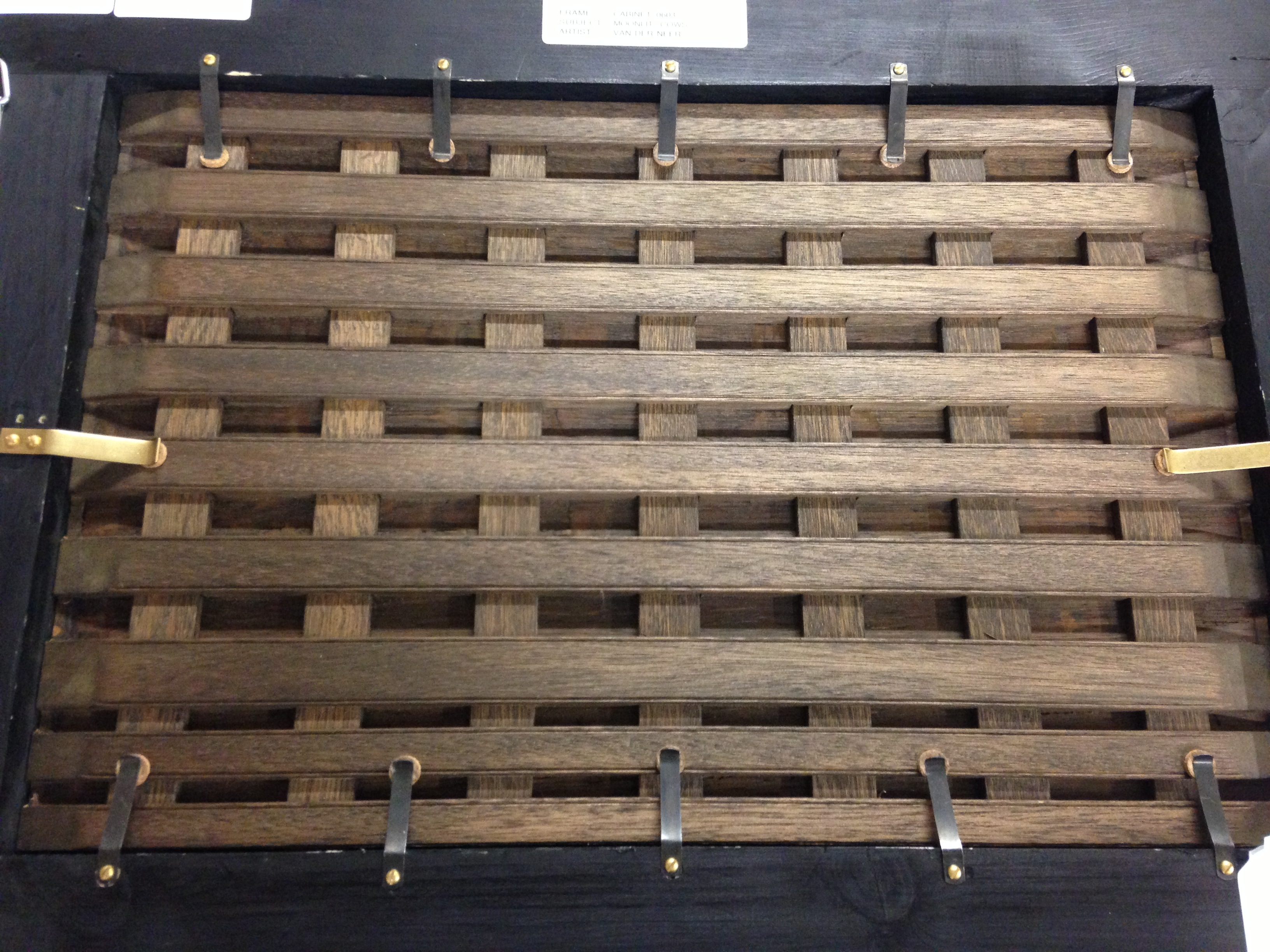
Exemple de support de peinture en bois avec une structure en berceau.

Le support est constitué d’un panneau de bois de chêne de 31,2 × 41,9 cm, constitué d’une seule planche épaisse de 0,4 cm et renforcée par une structure en berceau (en). Deux pièces de bois ont été ajoutées dans le coin supérieur gauche pour le renforcer. La dendrochronologie indique un abattage probable de l'arbre autour de 1631.
La couche de peinture est globalement en bon état, malgré quelques blanchissements au sommet des reliefs, notamment dans les rideaux et le groupe d'ouvriers au centre, qui altèrent les contrastes. Les zones sombres laissent parfois apparaître la couleur du fond, et quelques craquelures sont visibles, surtout sur les fenêtres et les ombres au premier plan. Le peintre utilise principalement des bruns translucides avec un rendu des formes en brun foncé, laissant transparaître le grain du panneau. Des gris froids, parfois opaques, sont appliqués dans les ombres des rideaux, les dalles, les livres, le coffre et la porte ouverte, tandis que des rouges-bruns sont présents au premier plan, notamment sur les balles, les marches et la colonne. Les carnations sont légèrement rouges, les vêtements varient entre bleu-gris, gris ou ocre, et la peinture des fenêtres va du bleu clair en haut au blanc en bas, avec des touches de bleu clair dans les plis éclairés des rideaux.
L'analyse aux rayons X révèle que lors de la peinture de l'œuvre, des modifications dans la disposition des fenêtres, la table et l'éclairage autour des personnages ont été apportées par l'artiste.

## Analyse

### Attribution
Ce tableau, de par ses personnages de petite taille et son traitement quasi monochrome, se distingue des autres peintures historiques et religieuses de Rembrandt des années 1630. Bien que certains éléments rappellent son style, comme les balles liées de corde et les livres, d'autres, comme le chat et le chien ou la carte au mur, manquent de construction et de relief. Les contrastes flous et le manque de profondeur dans les figures de l'arrière-plan ne s'expliquent pas uniquement par le vieillissement de la peinture. Selon les chercheurs du Rembrandt Research Project, ces défauts remettent en cause l'attribution traditionnelle de cette œuvre à Rembrandt.
Toutefois, en 2006, le chercheur du Rembrandt Research Project Ernst van de Wetering réexamine le tableau aux rayons X et à la réflectographie infrarouge et conclue qu'il s'agit bien d'une œuvre de Rembrandt. Les repentirs visibles aux rayons X (modification de l'éclairage du maître, ajout postérieur de la table) indiquent que le peintre envisageait de modifier la composition de la peinture en abaissant son horizon. Cela implique qu'il ne s'agit pas d'une copie, mais bien d'un original de la main de Rembrandt.

### Influences
Rembrandt s'inspire de plusieurs peintres pour ce tableau. Le placement du maître et des serviteurs rappelle La Cène de Léonard de Vinci, que Rembrandt reproduit en dessin à la sanguine à cette même époque. Le tableau de Rembrandt présente également des similitudes avec celui de Claes Cornelisz. Moeyaert représentant le même sujet et peint dans les années 1630. Toutefois, les personnages de Moeyaert demeurent figés, contrastant avec l'animation et les émotions de la peinture de Rembrandt.
Le tableau de Rembrandt a à son tour inspiré d'autres œuvres. Avec La Vocation de saint Matthieu (1639, musée Herzog Anton Ulrich, Brunswick), Moeyaert transforme la simple composition de Rembrandt en une scène exubérante et animée. Karel van der Pluym reprend également le motif de Rembrandt dans sa Parabole du serviteur impitoyable (v. 1650, collection privée).

La position du maître, avec la main sur la poitrine, peut être rapprochée d'autres tableaux de Rembrandt : David et Urie (ou Haman accepte son sort, v. 1665, musée de l'Ermitage) et Joseph accusé par la femme de Potiphar (1655, National Gallery of Art). Ce geste représente l'auto-justification du personnage, qui défend son comportement et sa droiture.

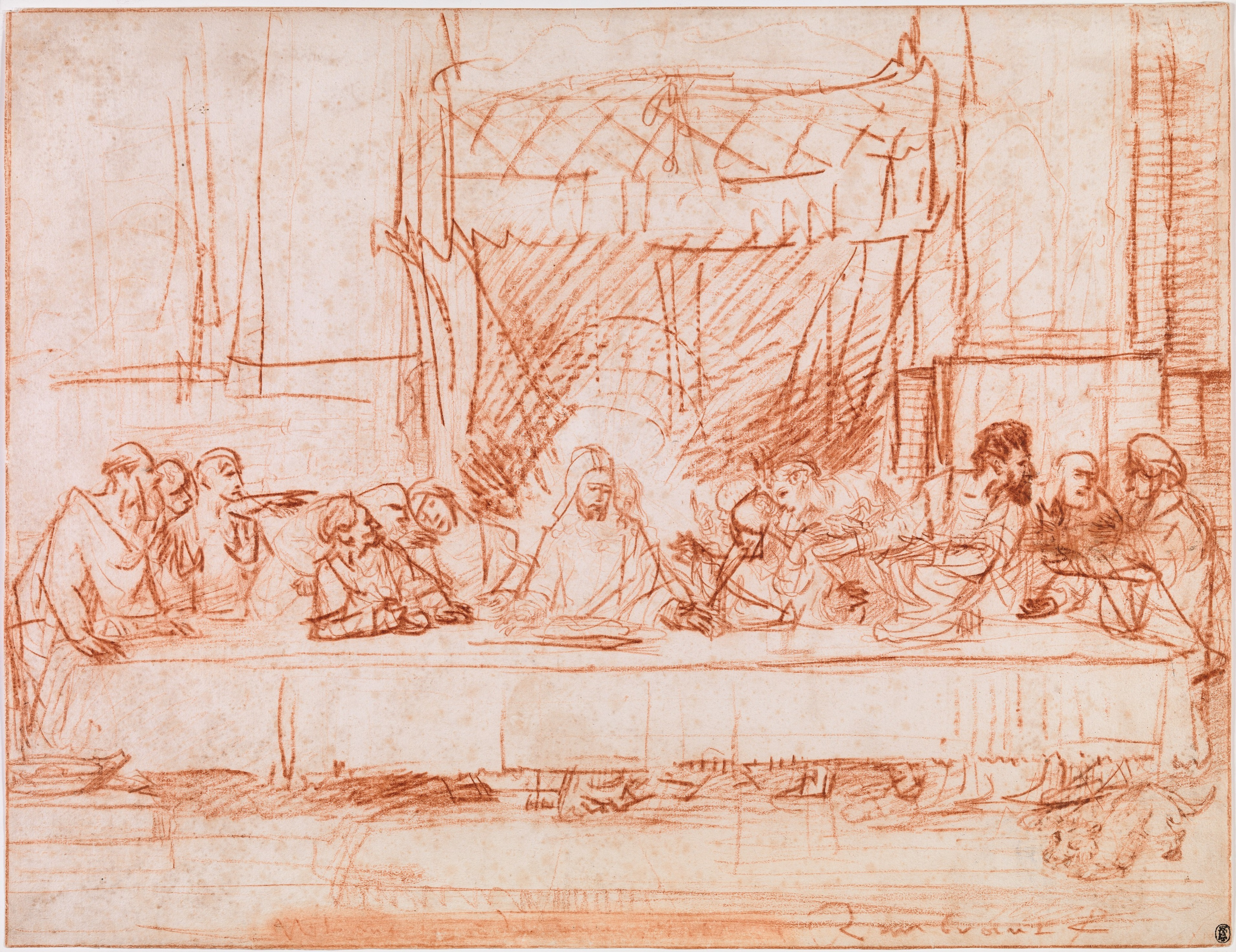
Rembrandt (d'ap. Léonard de Vinci), La Cène, v. 1635, Metropolitan Museum of Art[11].
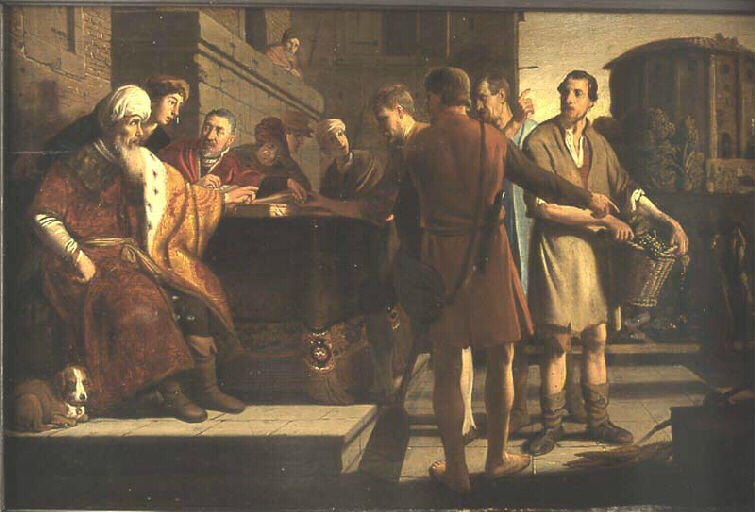
Moeyaert, Les ouvriers de la onzième heure, 1630-40, musée des Beaux-Arts (Chambéry)[12].
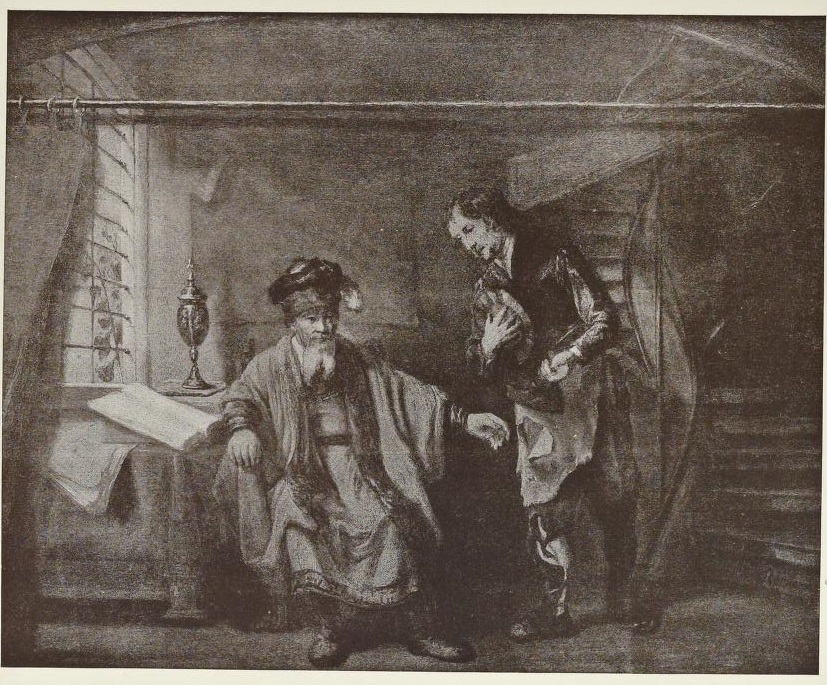
Karel van der Pluym, Parabole du serviteur impitoyable, v. 1650, collection privée.
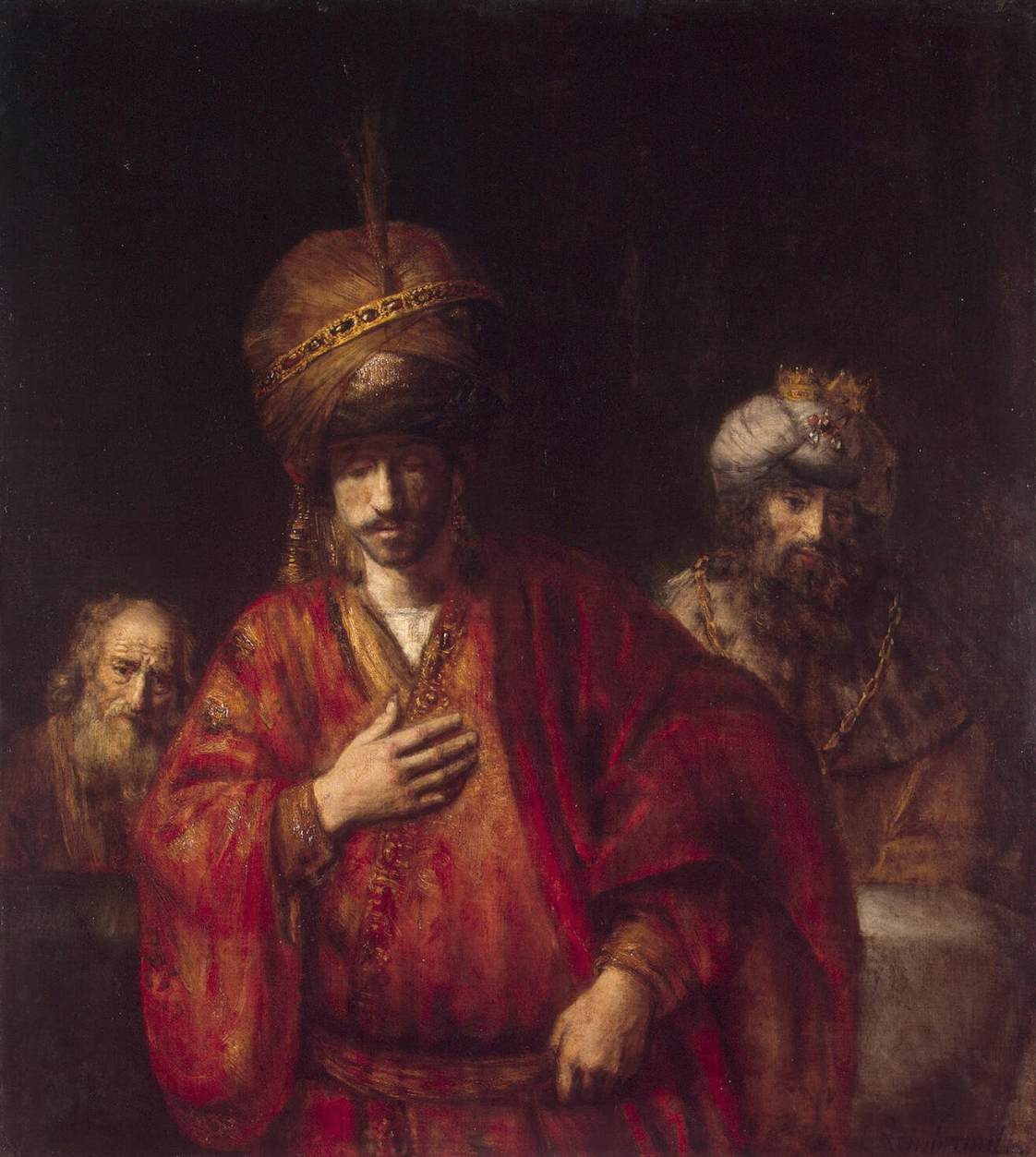
Rembrandt, David et Urie, v. 1665, musée de l'Ermitage[13].
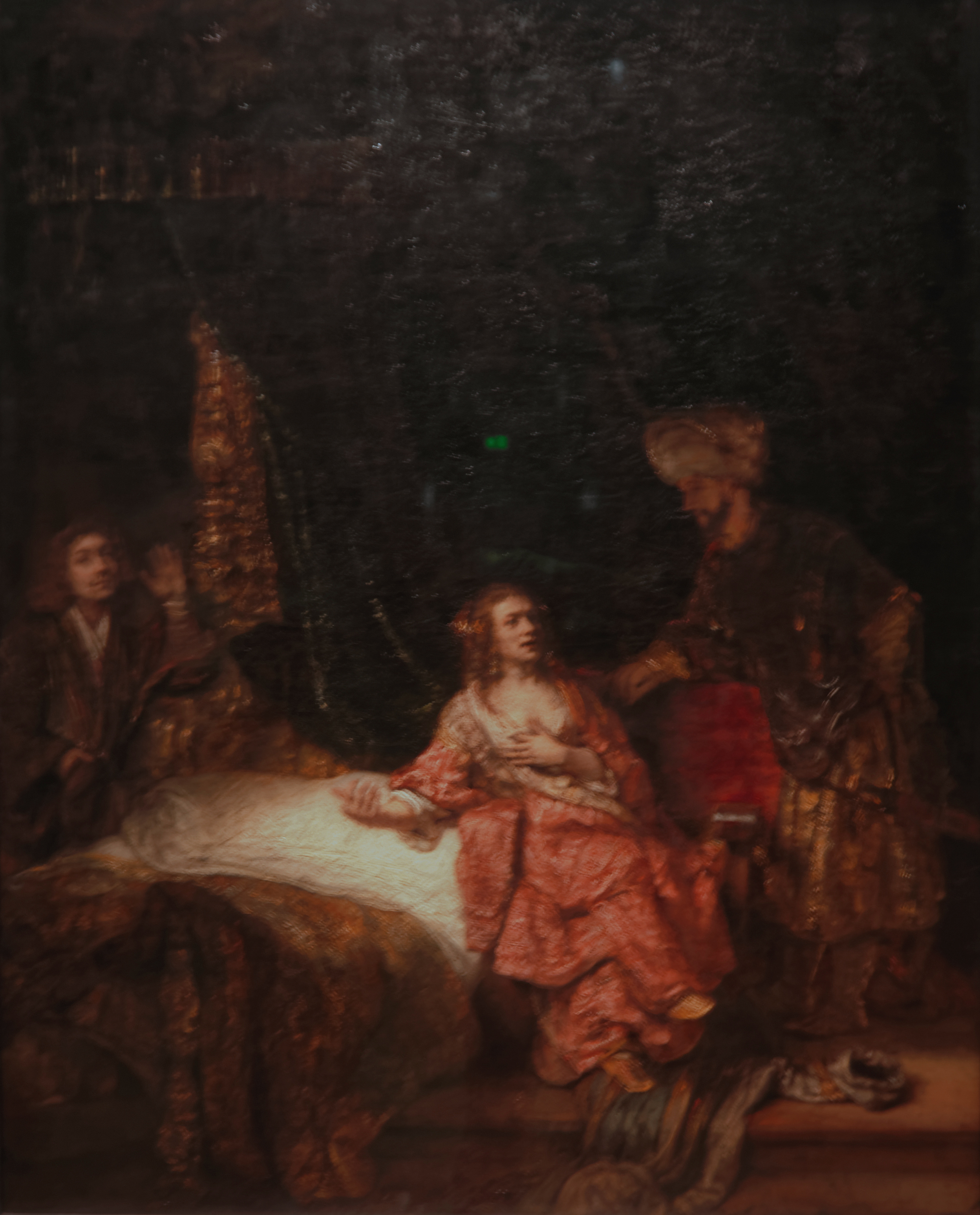
Rembrandt, Joseph accusé par la femme de Potiphar, 1655, National Gallery of Art[14].

## Histoire
Le tableau appartient d'abord au financier français Pierre Crozat (1665-1740), puis à ses neveux Louis-François (1691-1750) et Louis Antoine Crozat (1700-1770). A la mort de ce dernier, il fait partie de la collection Crozat vendue à l'impératrice Catherine II de Russie par l'intermédiaire de Diderot en 1772.

## Sources
- [Bruyn 1989] (en) Josua Bruyn et al., A Corpus of Rembrandt Paintings, vol. III : Rembrandt's Paintings Revisited: A Complete Survey, Dordrecht, Springer, coll. « Rembrandt Research Project », 1989, 920 p. (ISBN 978-90-247-3781-9, 90-247-3781-8 et 90-247-3782-6, DOI 10.1007/978-94-009-0811-6_57, lire en ligne), chap. C 88 (« The parable of the labourers in the vineyard »), p. 568-575.
- [van de Wetering 2014] (en) Ernst van de Wetering, A Corpus of Rembrandt Paintings, vol. VI : Rembrandt's Paintings Revisited: A Complete Survey, Dordrecht, Springer, coll. « Rembrandt Research Project », 2014, 736 p. (ISBN 978-94-017-9173-1, DOI 10.1007/978-94-017-9240-0), p. 555-557.
- [Verdi 2015] (en) Richard Verdi, « Rembrandt's 'Parable of the workers in the vineyard' », The Burlington Magazine, vol. 157, no 1343 « Northern European art »,‎ février 2015, p. 85-88 (JSTOR 24242341, lire en ligne).
- [Kahr 1965] (en) Madlyn Kahr, « A Rembrandt Problem: Haman or Uriah? », Journal of the Warburg and Courtauld Institutes, vol. 28, no 1,‎ 1965, p. 258-273 (DOI 10.2307/750673, JSTOR 750673, lire en ligne).